# Alaunt
O Alão , em inglês:  Alaunt, foi um tipo de cães de aspecto molosso, que habitou a Ásia central e a Europa até o século XVII. Era multifuncional, porém utilizado principalmente como cão de presa na caça de grandes animais, como ursos e javalis. Ainda que considerado "extinto", contribuíu na formação de diversas raças modernas.

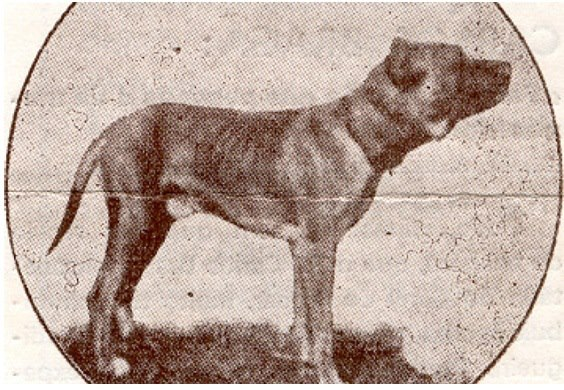
Rara fotografia de um dos últimos cães do tipo Alão. Portugal, 1905.

## História

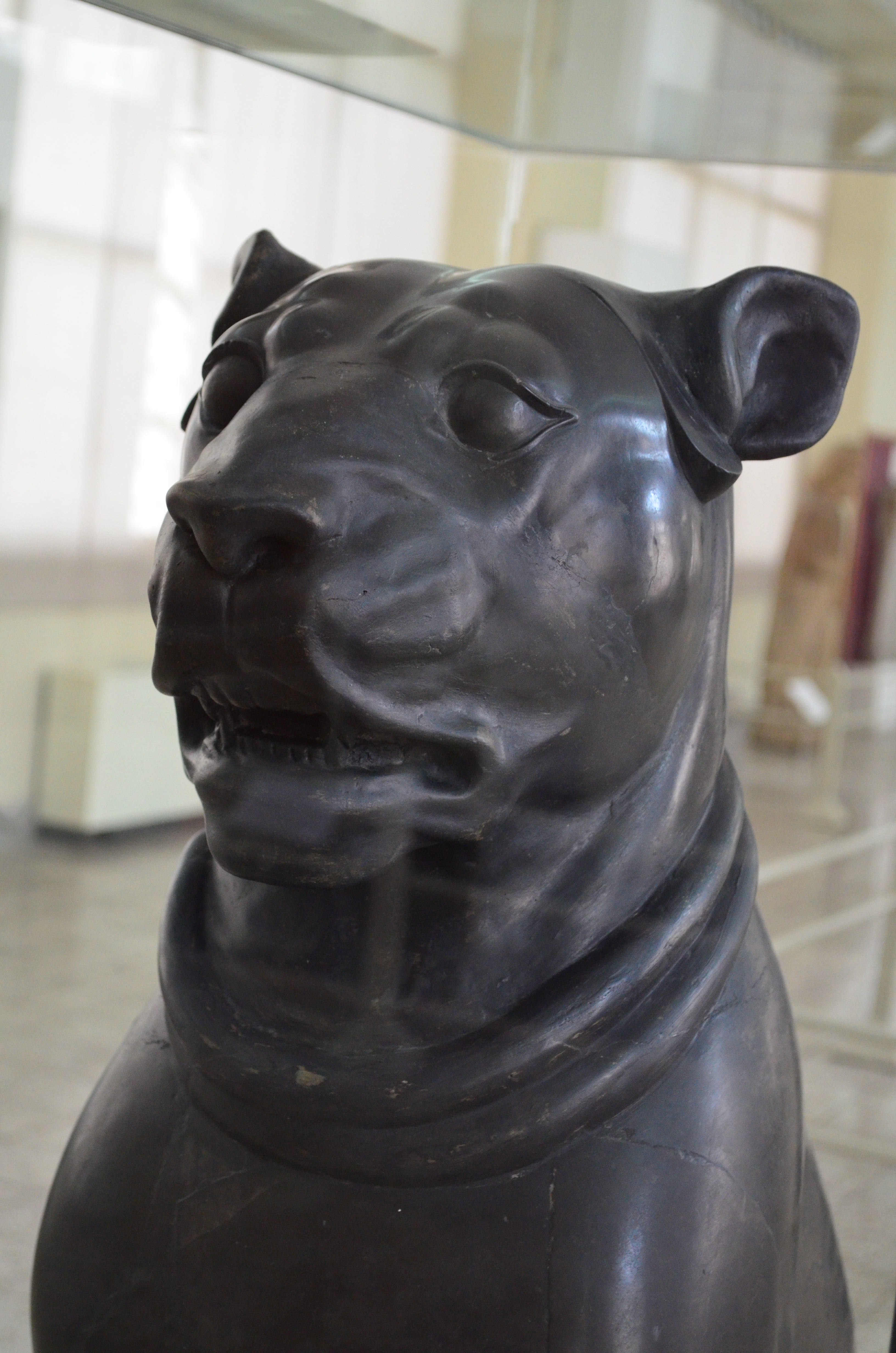
Mastim de Persepólis. Estátua de um cão persa, encontrada em Persépolis. Museu Nacional do Irã.

O extinto Alão, teria sido originalmente criado e desenvolvido pelas tribos do Alanos, um povo originário do Irã, antiga Pérsia, que vive na Ossétia, nordeste do Cáucaso, entre o rio Don e o mar Cáspio, eram nômades kavkaz de descendentes indo-iranianos sármatas, que eram conhecidos como soberbos guerreiros, pastores e criadores de cavalos e cães. Os principais ancestrais ou parentes do Alāo teriam sido os cães do Cáucaso e da Ásia Central, a saber, o Pastor do Cáucaso Aborígene, o Gampr e o poderoso Alabai, mas também os cães de pêlo curto da Índia, Pérsia e Curdistão, a exemplo do milenar Alangu mastiff, o cão Pshdar e o Mastim persa. Os alanos criaram estes cães para o trabalho e desenvolveram diferentes variedades especializadas em tarefas específicas. Juntamente com o povo alano, o alão se espalhou por quase toda a Europa devido à sua grande utilidade. Compondo então a base genética de muitas raças modernas que foram criadas para funções semelhantes, principalmente como cão de presa. Acredita-se que o alāo tenha inclusive dado origem aos cães de combate e caça da Molóssia, o molosso do Epiro.
Os alanos forneciam cavalaria para Roma, e em 50 d.C., 5500 guerreiros alanos foram enviados para a Grã-Bretanha para vigiar a Muralha de Adriano. Assim, a genética do alão mais plausivelmente deu origem aos cães Pugnaces britânicos (Pugnaces britanniae) como cães de combate e guerra dos quais provavelmente os Mastins ingleses e os Buldogues descendem.

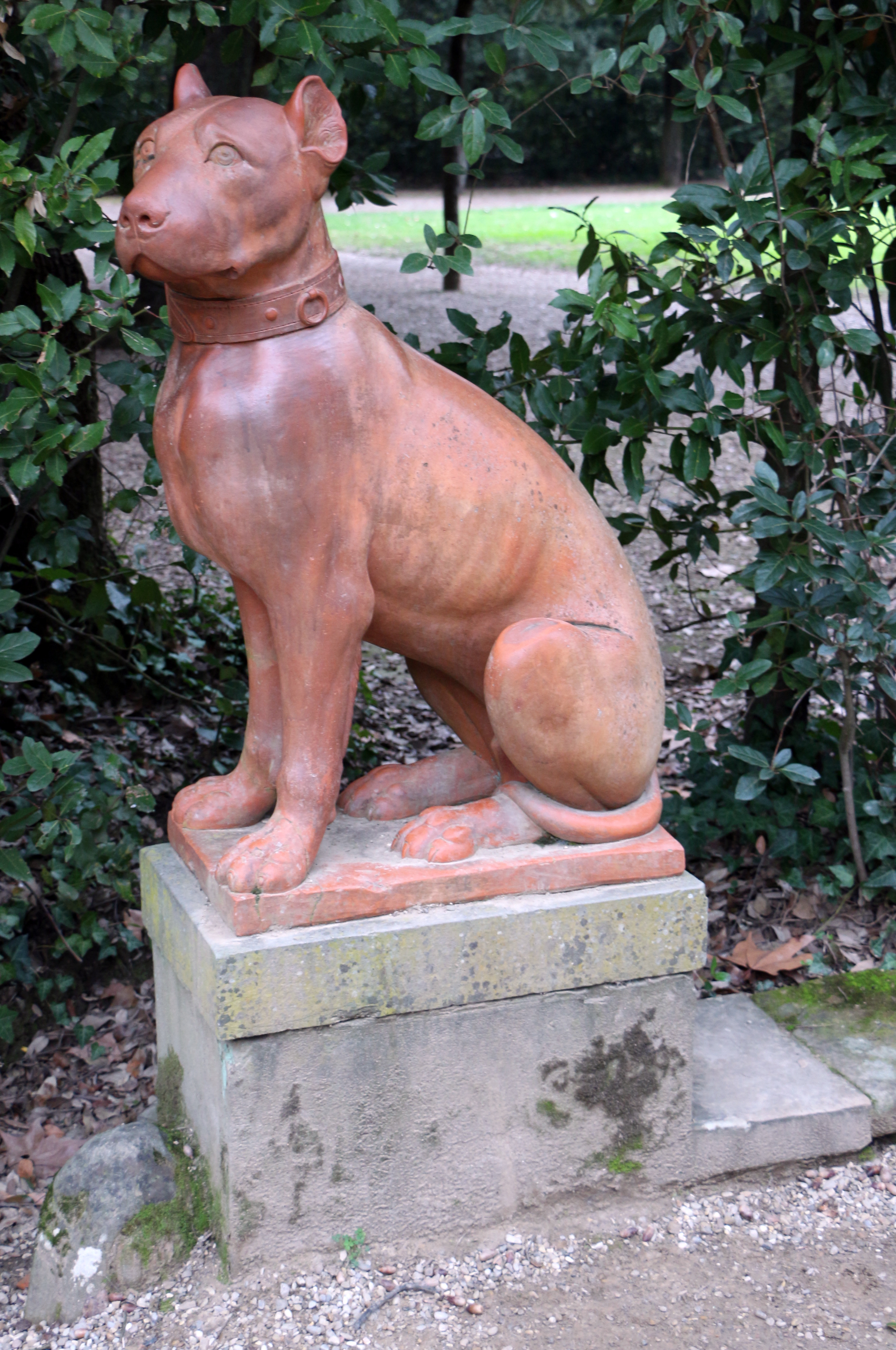
Estátua de cão molosso em terracota. Jardins de Boboli, Florença, Itália.

Na década de 370 dC, as invasões dos hunos dividiram os povos alanos em alanos orientais e ocidentais. As tribos Alanas orientais fundiram-se com os Ossetas e outras nações, introduzindo seus cães na composição sanguínea de muitas raças balcânicas, como o cão Pastor-jugoslavo, Metchkar, Qen Ghedje, Hellenikos Poimenikos e outros molossos da região.
Os povos alanos ocidentais juntaram-se aos Vândalos em suas incursões pela Europa e por volta de 410 dC seus cães ferozes estavam influenciando muitas raças na França, Espanha, Portugal, Inglaterra e outros países, espalhando o uso do nome "Alão/Alano/Alaunt", que se tornou sinônimo de um tipo de cão de trabalho, em vez de uma raça específica. Através da criação de vários cães sabujos e lébreus, alguns alãos tornaram-se cães de caça grande, existindo em uma variedade de tipos, ditados por preferências regionais. Em 1500 dC, a Espanha era conhecida por criar os melhores alāos e por usá-los para conquistar as américas.
O cão Alāo foi "aprimorado" na Espanha, França, Alemanha, Inglaterra e na Itália, dando origem a diversas raças nestes países. Na França foi classificado em três variedades:
- Alaunt Veantre (ou Vautre) - ("Alāo que chafurda") Seria um meio-sangue sabujo/mastim. Utilizado para perseguir e apresar javalis e ursos.
- Alaunt Boucherie - ("Alāo de açougueiro") Cães de presa tipo mastim, fortes, pesados, robustos e com mordida forte. Utilizados também para combate e como boiadeiros.
- Alaunt Gentile - ("Alāo gentil") Cães esguios de tipo intermediário entre mastim e lebréu. Comum na cor branca.

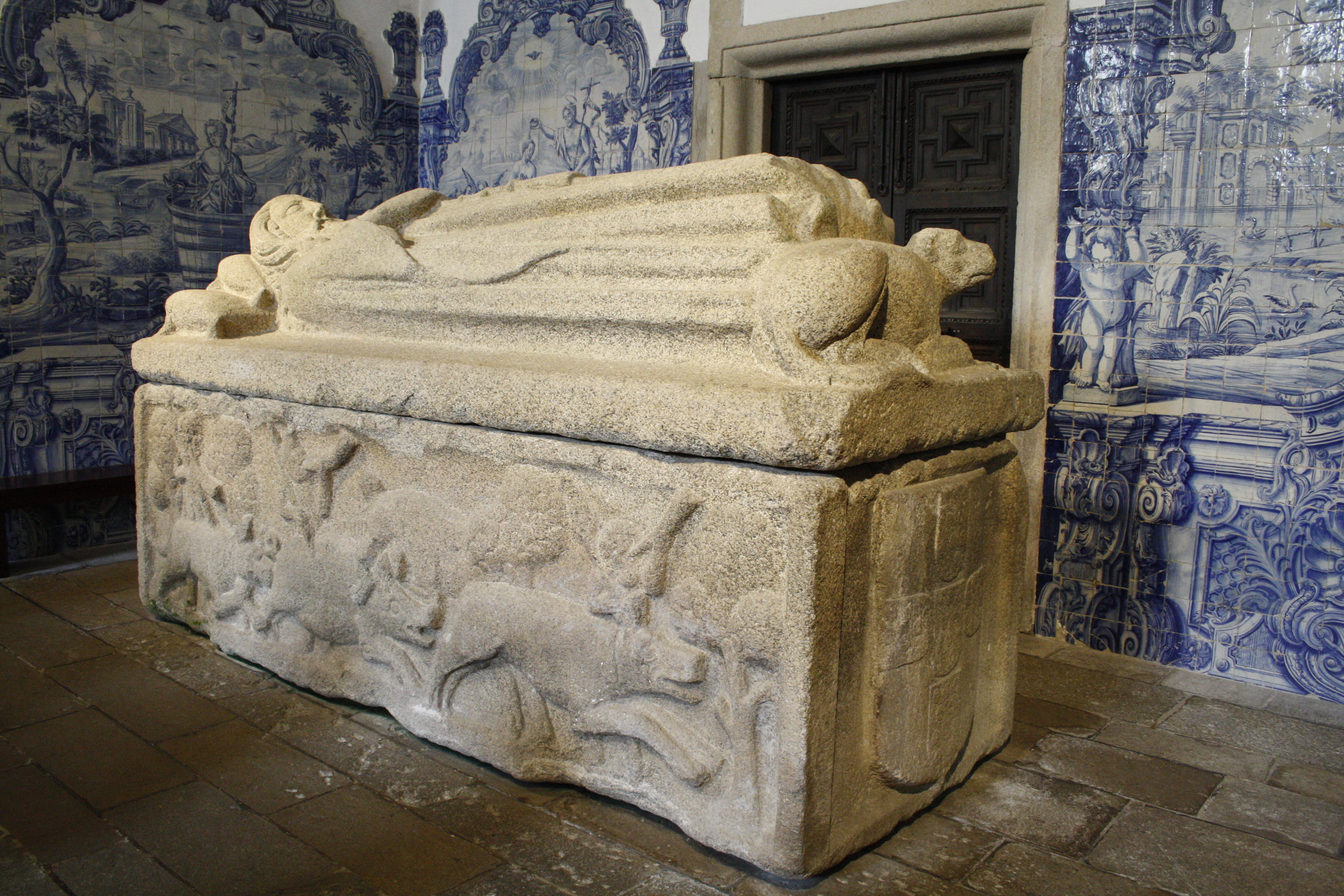
Tumba de Pedro Afonso de Portugal, conde de Barcelos. O túmulo tem uma cena de caça a javalis com cães, possivelmente o extinto cão Alão português.

As três variações do Alão foram descritas no livro sobre caça, famoso esporte da época,  intitulado Master of Game, de Edward of Norwich, II Duque de York, escrito por volta de 1410, no seguinte capítulo:

"O Alão e a sua natureza.
Um alão é um cão com forma e natureza para a caça. E os meus alões favoritos são aqueles conhecidos como Gentle. Os outros tipos conhecidos são o Alão Veutreres e os Alões Butcheries.
A variação Gentle deve ter a estrutura e a forma de um galgo, entretanto o que falta de corpo lhe sobra de crânio, que deve ser grande e curto. E apesar de haver alões de todas as cores, a verdadeira tonalidade de um bom alão, e a que é mais comum é a branca com manchas pretas sobre os ouvidos, olhos pequenos e orelhas eretas brancas e afiada acima.
Os homens devem adestrar os alões da melhor maneira possível, e para ser o mais obediente dentre todos os cães, pois ele tem o melhor físico e é mais capacitado para atacar do que qualquer outro animal.

E também comum os alões serem burros (tonto) por natureza e não terem o bom senso como muitos outros cães têm, pois, se um homem incitar o alão a atacar um cavalo, o cão atacará com prazer e morderá o cavalo. Também atacam bois, ovelhas, porcos, e vários outros animais, ou a homens ou a outros cães. Ouve-se falar, inclusive, de casos de alões matando seus mestres.
De qualquer maneira, os alões são mais malvados, mal-intencionados e mais tolos e descerebrados do que qualquer outro tipo de cão.
E ninguém nunca chegou a ver três deles bons e bem treinados. O bom alão deve correr tão rápido como um galgo, e todos os animais que ele pode pegar ele deve manter com suas presas e não deixar escapar. Um alão, de boa natureza, detém mais rápido com sua mordida do que poderiam juntos os três melhores galgos que qualquer homem pode encontrar. E, portanto, ele é o melhor cão para pegar e segurar (submeter) todos os animais e dominá-los rapidamente. E quando ele está bem condicionado e perfeito, os homens afirmam que ele é melhor do que todos os outros cães. Mas é dificílimo encontrar um exemplar perfeito. Um bom alão deve amar seu mestre e seguí-lo, e ajudá-lo em todos os casos, e fazer o que ele ordena. Um bom alão deve ser rápido e resistente para dominar todos os tipos de animais sem cair, e rendê-lo, e não largá-lo, e ser bem condicionado a agir ao comando de seu mestre, e quando ele é tal, os homens têm, como eu já disse, que ele é o melhor que um cão pode ser para dominar todos os tipos de animais.
O outro tipo de alão é o chamado Veutreres. Eles são quase idênticos aos galgos, eles têm uma grande cabeça, grandes lábios e orelhas grandes, e se prestam para ajudar homens na caça do javali, pois é da sua natureza segurar rapidamente, mas caso seja lento (pesado) e falho (defeituoso) e for morto pelo javali ou pelo touro, não será grande perda. E quando eles conseguem ultrapassar uma besta, mordê-la e prendê-la, mas por si mesmos, eles nunca poderiam chegar ao animal a menos que galgos o acompanhem para tornar a besta alcansável.
Outro tipo de alão é o de Butcheries  comumente encontrado nas boas cidades, que são chamados de grandes buscadores, que os açougueiros criam para lhes ajudar para trazer os animais que eles compram no interior, pois se um animal que eles levam escapa dos açougueiros, seus cães irão pegá-lo e segurá-lo até que seu dono chegue, e deve ajudá-lo para trazê-lo de novo para a cidade. Eles custam pouco para manter, pois comem os descartes do açougue." Master of the Game
Muitos cinólogos defendem a teoria de que os Alanos que não migraram para o Ocidente, continuaram criando a raça, que hoje são os cães nativos da Ossétia, ou seja, os Kazbegi ou Nagazis, Pastores do Cáucaso Aborígenes da região. 
O alāo contribuiu fortemente para a criação de várias raças modernas de cães molossos, principalmente da península ibérica.
ALÃOS DE PORTUGAL
“Eu julgo que o primitivo alão de porcos era um cão musculado e corpulento, capaz de apresar um urso, não tão elegante mas muito semelhante ao Dogue Alemão, partindo até da hipótese que os Dogues Dinarmarqueses tiveram o seu berço na Europa Latina e muito especialmente na peninsula ibérica.
Já em épocas anteriores eram tão afamados os cães portugueses que D. Fernando enviava ao Rei de Granada, a pedido deste, seis alãos e seis sabujos, como se vê na crónica de Fernão Lopes.
Entre nós é uma raça desaparecida; em Espanha ainda existem - Alanos - nas «recovas» destinadas à caça grossa.
Lebreus, Dogues, Mastins e Filas da Terceira
Nos séculos XIV e XV eram os alãos, com os seus variados tipos, os únicos cães de fila empregados na montaria. Mas já no século XVI ou pelo menos no começo do século XVII, apareceram várias raças de cães de fila, cuja origem não é hoje fácil averiguar, mas eu julgo, na falta de melhor hipótese, tenham resultado da diferenciação dos diversos tipos de alãos.
Procurarei dar uma leve indicacão dessas raças, recorrendo aos livros dá época.
Infelizmente desapareceu um original português, que Diogo Barbosa Machado cita na sua Biblioteca Lusitana: «Tratado de curiosidades da caça da montaria», escrito em 1694 por António Rodrigues Pimenta, natural de Aldegalega do Ribatejo. O manuscrito original conservou-se durante muito tempo no Arquivo da Casa de Bragança, não havendo hoje notícias do seu paradeiro.
Na falta do trabalho português, vi-me obrigado a recorrer a um livro castelhano publicado em 1644: «ARTE BALESTERIA Y MONTERIA» por Afonso Martinez d'Espinar, que os estudiosos podem consultar na Biblioteca Nacional de Lisboa.
O capítulo XXI desta interessantíssima obra contém a descrição de todas as raças de cães então conhecidas na península ibérica.
Começa pelos «lebreus» que eram cães análogos ao alão ligeiro do século XIV, talvez até um pouco mais aligeirado e que nada tinha com o galgo de correr lebreus, que também é estudado em outro pano deste mesmo capítulo.
«Los mayores perros son los lebreles; ceban-Ios en los venados, javalies y ossos; Ia hechura del cuerpo del lebrel ha de ser muy delgado, grandes ojos, Ia cabeza larga, senceno y de mucha ligereza.»
Eram nestas épocas os lebreus destinados à montaria.
«EI talle del alano ha-de ser mucho mas cargado, que el lebrel, el horizo rouco, Ia frête ancha, y levantada, los ojos hundidos, y sangrientos, el mirar espantoso, el cuello corto, y ancho; son estos de tan grande fortaleza que
rindem un animal tan valiente y feroz, como es un toro y de tãto mayor cuerpo que el, y a este peso otro qualquier animal».
«Los dogos tienem estas mismas (refere-se aos alanos) sinales, sinto que son mas cortes y membrudos, tienem Ia cola mas corta y con mas pelo.»
Estes cães eram pesados, grandes, geralmente de pelagem leonada e tinham muita força, eram utilizados na defesa de propriedades e para lutas contra feras.
A quarta raça descrita pelo caçador de Castela é o dos «mastins», mas não consegui apurar se existe algum parentesco entre estes animais do século XVII e os cães que actualmente chamamos mastins:
«As otros perros, que Ilamamonos mastines, que son tan grandes de cuerpo como los dichos (lebreus); crianlos para guarda deI ganado, tienem gran cuello, y fuertes pechos de medio cuerpo atraz; son cencenos, tienem
mucha fuerza y ligereza, son muy valientes, pues en los desiertos montes seguem los lobos, defendiendo no Ileguem al ganado, y mano a mano polian con ellos, y los matam en que se conoce su mucha valentia, pues rinden tan fieros animales, y para este efecto son de grandissima utilidad y provecho a los ganaderos, que se no fuera por ellos, no se pudiera conservar el ganado.»
Seria interessante agora averiguar se existe algum parentesco entre estes mastins do século XVII e XVIII e os actuais rafeiros.
Infelizmente não tenho ainda elementos que permitam aclarar este assunto.
Filas da Terceira
Não me repugna aceitar a hipótese de os Filas da Terceira serem descendentes de um dos muitos variados tipos dos alãos, mas julgo melhor opinião a daqueles que entendem que o trabalho do gado bravo era noutros tempos auxiliado tanto em Portugal como em Espanha por uns cães de tipo «mastim», e que estes mastins foram os ascendentes dos Filas da Terceira.”
In Jornal “O Mundo Canino” – Agosto de 1971

## Algumas raças influenciadas pelo Alāo

Alano espanhol.

- Alano espanhol
- Original Fila Brasileiro
- Dogue alemão
- Bullenbeisser
- Dogue de bordéus
- Ca de bou
- Bully Kutta
- Cane corso
- Old English Bulldog
- Mastim espanhol (provavelmente)

## Alāo moderno

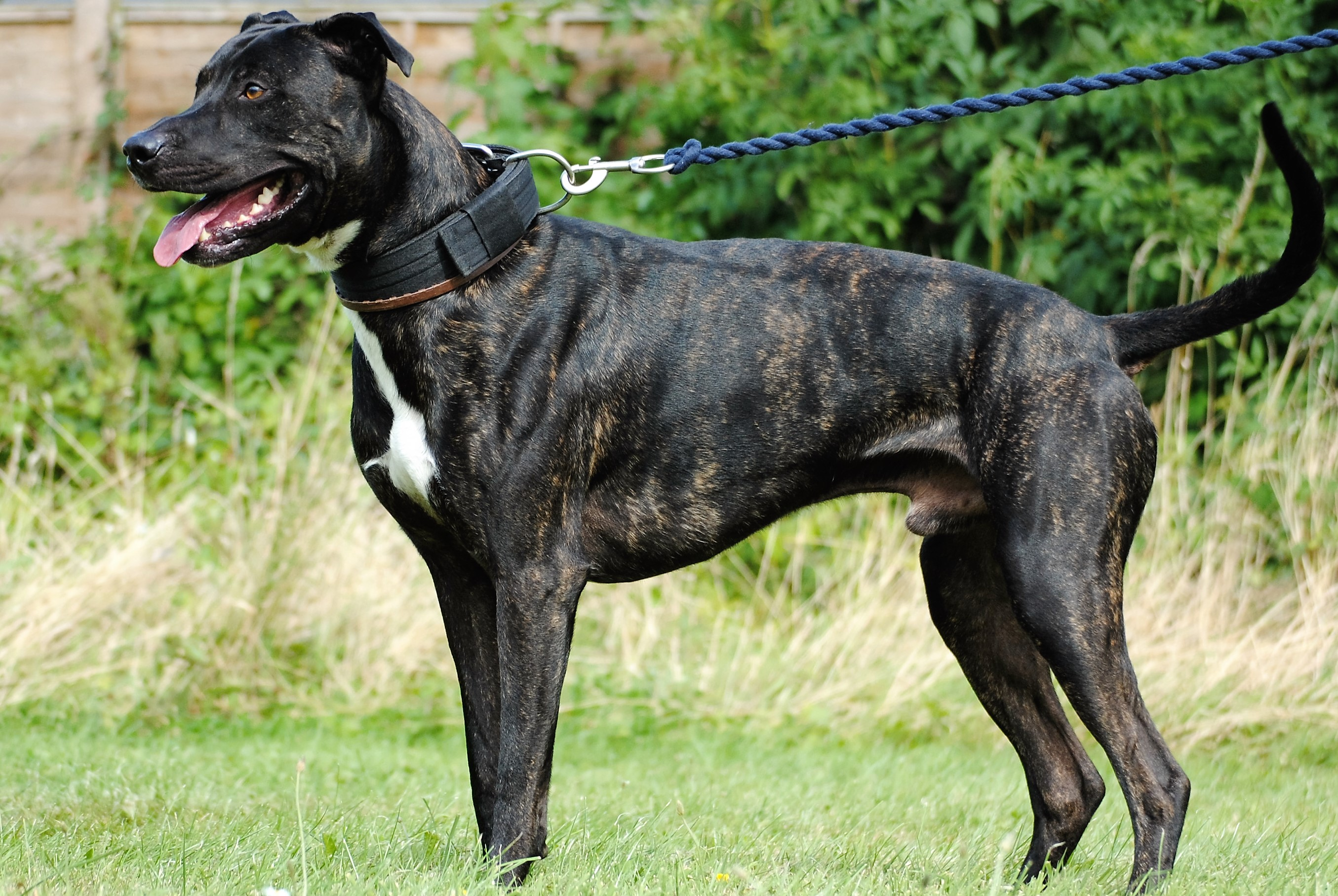
British Alaunt, um nova raça pensada para ser a reconstrução do antigo Alāo

Hoje existem grupos de entusiastas engajados em resgatar, mesmo que apenas de maneira conceitual, o lendário cão alāo. Um dos projetos mais famosos é o British alaunt, ou Alão britânico, desenvolvido pelo escocês David Brian Plummer, cujo projeto teve continuidade pela Sociedade do Alão Britânico(The British Alaunt Society) após seu falecimento. Em seu projeto de criação, Plummer utilizou cruzamentos entre galgo inglês, bull terrier inglês e bullmastiff inglês, resultando em um tipo de cão similar ao Alaunt Gentile, e que pode ser utilizado como cão de caça e cão de guarda, possuindo como objetivos de seleção a funcionalidade, agregando saúde e temperamento.
Segundo Plummer, o cão alāo seria por definição:

“Rápido o suficiente para segurar um cervo ferido, corajoso o suficiente para segurar um javali e facilmente capaz de despachar um lobo e também ser um guarda feroz.”— The British Alaunt Society